# Benemérito Cuerpo de Bomberos de la República de Panamá
El Benemérito Cuerpo de Bomberos de la República de Panamá es una institución pública de la República de Panamá con sede central en el corregimiento de Calidonia que tiene por objetivo la prevención, control y extinción de incendios en todo el territorio del país. Fue fundado el 28 de noviembre de 1887, tras haberse redactado el acta de fundación, el 18 de noviembre del mismo año.

## Misión
Se encarga del control, prevención, extinción de incendios, la búsqueda, rescate y salvamento, la atención prehospitalaria, control de incendios con materiales peligrosos, por medio de técnicas modernas.

## Visión
La visión del Cuerpo es ser la mejor institución de seguridad pública de Panamá, con todos los recursos necesarios para su funcionamiento autónomo, para poder llevar a la población programas de atención, prevención, investigación de las emergencias, con la capacidad de dar respuestas rápidas con base en los procedimientos, protocolos y prácticas, para poder responder de forma eficiente a la población del país.

## Historia

### Antecedentes
Los primeros intentos de crear una organización bomberil se remontan a 1870. En aquel entonces se logra organizar la primera brigada de extinción de incendios, organizada para poder hacerle frente a las conflagraciones constantes de aquella época. Son un grupo de jóvenes emprendedores que organizan la compañía Panamá N.º 1 de bomberos. Más tarde pone a prueba a la nueva organización en un incendio en el Hotel Aspinwall en Ciudad de Panamá el 5 de junio de 1870, el resultado de esto sería la pérdida de medio millón de balboas y la disolución de la compañía Panamá n.º 1 de bomberos.

### Creación del Cuerpo de Bomberos
Entre 1886 y 1887 se dan 2 incendios en Ciudad de Panamá y ante estos hechos, el prefecto de la Provincia de Panamá en esos tiempos, Tomás Herrera, se ve obligado a designar a Rodolfo Halstead y Ricardo Arango urgentemente para que organicen un cuerpo voluntario de bomberos. Tanto Rodolfo Halstead como Ricando Arango tenían algo de experiencia porque habían participado en el cuerpo de bomberos de la ciudad de Guayaquil en el Ecuador. Como tenían experiencia en ese campo supieron como organizar y planificar la nueva institución.
Finalmente el 18 de noviembre de 1887 se da el acta de fundación del Cuerpo de Bomberos de Panamá. El acta de fundación se redacto en la sala de recibo del hotel central, se establece como fecha de fundación el 28 de noviembre para que consintiese con las celebraciones patrias en Panamá. El primer jefe del Cuerpo de Bomberos de Panamá fue Ricardo Arango.

### Tras la Separación de Panamá de Colombia
Durante la Guerra de los Mil Días los integrantes del Cuerpo de Bomberos se vieron divididos entre ellos y todas las actividades del Cuerpo de Bomberos fueron suspendidas y paralizadas ya que estos lucharon en la guerra cada uno con su respectivo bando político. Tiempo después de la Guerra de los Mil Días se da un incendio llamado "el Mercadito" en el cual los hombres del cuerpo de bomberos que habían luchado entre sí durante la guerra, así mismo se vieron obligados a cumplir sus responsabilidades y trabajar juntos. 
Posteriormente después de este incendio se toma de decisión de reestructurar y reorganizar el Cuerpo de Bomberos. Cuando se reorganiza el Cuerpo de Bomberos, se toma la decisión de que David Brandon asuma la posición de comandante primer jefe. Durante el liderazgo de David Brandon se establecen nuevas compañías y servicios dentro del Cuerpo de Bomberos, incluso se logró que se dieran aportes por parte del sector comercial y por parte del Gobierno Nacional de Panamá.
El 28 de noviembre de 1912 se elige como comandante primer jefe a Juan Antonio Guizado por su labor destacable en la institución, quien sería el que dirigiría la institución durante los próximos 38 años de servicio hasta 1950. Durante 1912 y 1913 se adquieren herramientas para la institución como la adquisición del Sistema Automático Gamewell la cual facilito la actividad de los bomberos. El 5 de mayo de 1914 se da un incidente llamado "El Polvorín" la cual dejó 10 heridos y 6 muertos.

### Tras la Invasión estadounidense de Panamá
Tras la Invasión estadounidense de Panamá se dan una serie de cambios en la institución. En 1992 se crea la comisión administradora y financiera por medio del Decreto Ejecutivo N°402, que estaba adjunta a la Dirección General del Cuerpo de Bomberos y que tenía como objetivo supervisar los recursos económicos de las instituciones bomberiles de panamá. En 1995 se dan problemas administrativos, económicos y falta de herramientas. Posteriormente se dan agrandan los problemas de la institución en el año 2000 que llegaron a afectar la moral de la institución. Durante el gobierno del Presidente de la República Martín Torrijos se solicita en 2007 que se modifique la ley de bomberos con el objetivo de que su organización sea parecida a la organización de la Policía Nacional de Panamá.